# June Brigman
June Brigman, née le 25 octobre 1960 à Atlanta, est une dessinatrice de comics. Elle a cocréé le groupe de super-héros enfantin Puissance 4 sur un scénario de Louise Simonson.

## Biographie
June Brigman naît le 25 octobre 1960 à Atlanta. Très tôt attirée par le dessin elle commence, adolescente, à se faire de l'argent de poche en faisant le portrait de touristes dans un parc d'attraction. Elle est plus tard engagée par Marvel Comics où elle crée en collaboration avec Louise Simonson au scénario, la série Puissance 4 qui met en scène quatre enfants dotés de super-pouvoirs. Elle quitte ensuite Marvel pour DC Comics où elle dessine les aventures de Supergirl puis elle travaille pour Dark Horse Comics en réalisant des épisodes de l'adaptation de Star Wars. En dehors des comic books, elle illustre des livres pour enfants et surtout elle devient la dessinatrice attitrée du comic strip Brenda Starr, Reporter en remplaçant Ramona Fradon. Les scénarios de la série sont toujours de Mary Schmich. La série s'arrête en janvier 2011. En 2014, elle reçoit un prix Inkpot. En 2015, June Brigman retrouve Louise Simonson pour une série limitée publiée par DC Comics et mettant en scène Steel et Gen 13.